# Pireneitega taishanensis
Espèce
Synonymes
- Coelotes taishanensis Wang, Yin, Peng & Xie, 1990
- Coelotes subluctuosus Zhu & Wang, 1994

Pireneitega taishanensis est une espèce d'araignées aranéomorphes de la famille des Agelenidae.

## Distribution
Cette espèce est endémique du Shandong en Chine,.

## Étymologie
Son nom d'espèce, composé de taishan et du suffixe latin -ensis, « qui vit dans, qui habite », lui a été donné en référence au lieu de sa découverte, le Taishan.

## Publication originale
- Wang, Yin, Peng & Xie, 1990 : New species of the spiders of the genus Coelotes from China (Araneae: Agelenidae). Spiders in China: One Hundred New and Newly Recorded Species of the Families Araneidae and Agelenidae. Hunan Normal University Press, p. 172-253.